# Ялбынъя (верхний приток Северной Сосьвы)
Ялбынъя — река в Ханты-Мансийском автономном округе России. Устье реки находится на 515 км левого берега реки Северная Сосьва. Длина реки составляет 89 км, водосборная площадь — 817 км².

## Притоки
- 40 км: Лесья (лв)
- Ялбынсиссос (лв)
- Лалвангсос (лв)
- 50 км: Яныхилымъя (пр)
- Роснэсос (пр)

## Данные водного реестра
По данным государственного водного реестра России относится к Нижнеобскому бассейновому округу, водохозяйственный участок реки — Северная Сосьва, речной подбассейн реки — Северная Сосьва. Речной бассейн реки — (Нижняя) Обь от впадения Иртыша.
Код объекта в государственном водном реестре — 15020200112115300024932.